# Oecismus mucidus
Oecismus mucidus är en nattsländeart som beskrevs av Mclachlan 1876. Oecismus mucidus ingår i släktet Oecismus och familjen krumrörsnattsländor. Inga underarter finns listade i Catalogue of Life.